# 重箱讀法
重箱讀法（日语：重箱読み，じゅうばこよみ），指日語中如一詞的讀音一般，在詞的前半部用音讀，後半部用訓讀的現象。有些起源於誤讀，但在使用中逐漸成為固定讀法。 
重箱讀法中後半部分常出現濁化。
與此相反的，前半訓讀，後半音讀的詞，稱為「湯桶讀法」。

## 示例
- 等
- （亦稱）